# Klaus Notheis
Klaus Notheis ist Professor für Gemeindewirtschaftsrecht und Kommunalrecht an der Hochschule Kehl und war von 2009 bis 2017 Präsident der Gemeindeprüfungsanstalt Baden-Württemberg.

## Leben
Nach einer Verwaltungslehre bei der Stadt Karlsruhe, Studium an der Hochschule Kehl sowie beruflicher Praxis in der Karlsruher Finanzverwaltung und als Kämmerer von Rheinstetten wurde Notheis als Professor nach Kehl berufen, wo er bis 2005 lehrte. Anschließend wechselte Notheis als "Projektleiter Doppik" nach Bruchsal und übernahm 2007 bis 2009 den Posten des dortigen Stadtkämmerers. Außerdem war Notheis 1994 bis 2005 Gemeinderats-Mitglied in Graben-Neudorf und von 1999 bis 2009 Mitglied im Kreistag des Landkreises Karlsruhe. Auf eigenen Wunsch ging Notheis im Frühling 2017 in Ruhestand. Nachfolger als Präsident der Gemeindeprüfungsanstalt ist der bisherige Bürgermeister von Dielheim, Hans-Dieter Weis.

## Schriften (Auswahl)
- Klaus Notheis (Ko-Autor): Gemeindeordnung Gemeindehaushaltsverordnung Baden-Württemberg. Boorberg, Stuttgart 2013. ISBN 978-3-415-04747-1.
- Klaus Notheis (Ko-Autor): Kommunales Wirtschaftsrecht in Baden-Württemberg. Boorberg, Stuttgart 2011. ISBN 978-3-415-04326-8.
- Klaus Notheis (mit Klaus Ade): Das neue kommunale Haushaltsrecht Baden-Württemberg. Boorberg, Stuttgart 2009. ISBN 978-3-415-04121-9.
- Klaus Notheis (Hrsg.): Praxishandbuch kommunales Gebührenrecht in Baden-Württemberg. Luchterhand, München. Loseblatt-Ausgabe. ISBN 3-556-01008-9.